# Chthonius diophthalmus
Chthonius diophthalmus är en spindeldjursart som beskrevs av Daday 1888. Chthonius diophthalmus ingår i släktet Chthonius och familjen käkklokrypare. Inga underarter finns listade i Catalogue of Life.